# Kalenske, Korosten
Kalenske (în ucraineană Каленське) este localitatea de reședință a comunei Kalenske din raionul Korosten, regiunea Jîtomîr, Ucraina.
Localitatea face parte din regiunea istorică Volânia, iar după tratatul de pace de la Riga din 1921 a devenit parte a Uniunii Sovietice.

## Demografie
Componența lingvistică a localității Kalenske
     Ucraineană (98,29%)
     Rusă (1,49%)
     Alte limbi (0,21%)
Conform recensământului din 2001, majoritatea populației localității Kalenske era vorbitoare de ucraineană (98,29%), existând în minoritate și vorbitori de rusă (1,49%).